# Frédéric Joliot-Curie

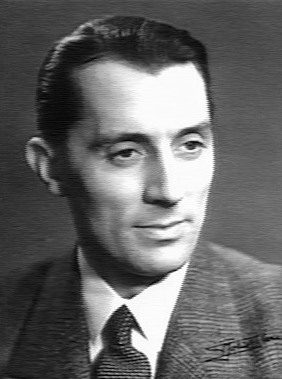
Frédéric Joliot-Curie

Jean Frédéric Joliot-Curie (* 19. März 1900 in Paris als Jean Frédéric Joliot; † 14. August 1958 ebenda) war ein französischer Physiker. 1935 erhielt er gemeinsam mit seiner Ehefrau Irène Joliot-Curie den Nobelpreis für Chemie für die Entdeckung künstlicher Radioaktivität.

## Leben

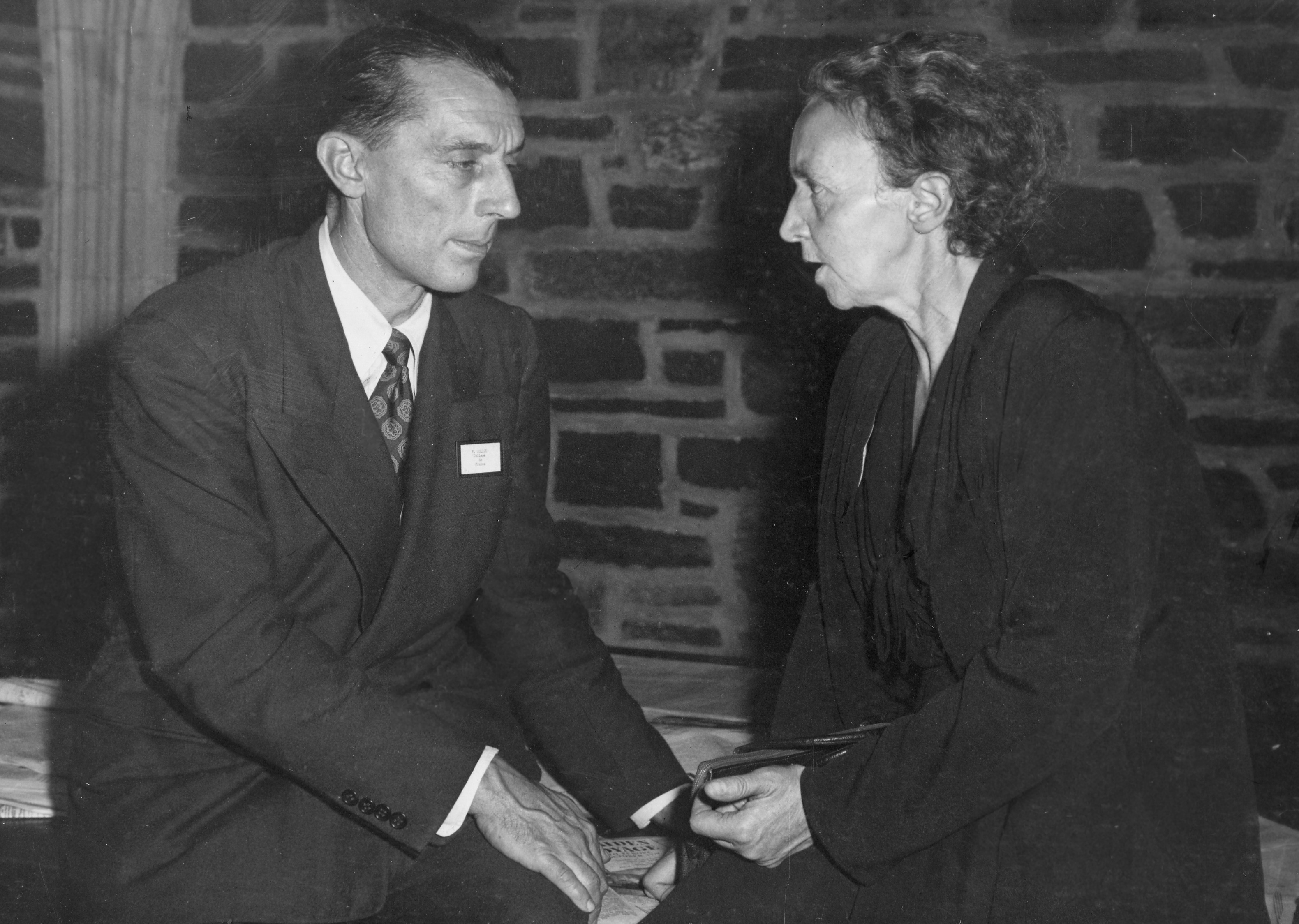
Frédéric und Irène, 1940er Jahre

Joliot wurde in Passy als jüngstes von sechs Kindern einer Kaufmannsfamilie geboren. Sein ältester Bruder Henri fiel kurz nach Beginn des Ersten Weltkrieges.
Joliot besuchte von 1908 bis 1917 das bekannte Lycée Lakanal in Sceaux bei Paris und anschließend verschiedene weitere Bildungseinrichtungen. 1923 promovierte er als physikalischer Ingenieur mit Note 1. Nach seinem Studium wurde Joliot 1925 am Institut du Radium Assistent von Marie Curie (1867–1934), deren Tochter Irène er 1926 heiratete. Zusammen mit seiner Frau erhielt er 1935 den Chemienobelpreis für die Synthese eines Radionuklids, die den beiden kurz zuvor durch Beschuss von Aluminium mit Alphateilchen gelang. Ein Jahr später wurde Joliot-Curie Forschungsleiter bei der Caisse nationale des Sciences und Mitglied der Französischen Liga für Menschenrechte sowie des Wachsamkeitsausschusses der antifaschistischen Intellektuellen.
1937 verließ Joliot-Curie das Institut du Radium und wurde zum Professor am Collège de France ernannt. Für seine Forschungstätigkeiten in Paris konnte er Hans von Halban und Lew Kowarski gewinnen. Nach der deutschen Besetzung Frankreichs 1940 nahm er in der Résistance aktiv am Widerstand teil und schmuggelte seine Forschungsergebnisse zur Kernspaltung nach England. 1941 wurde er Präsident der Nationalen Front des Widerstands. Während der Besatzung war er Mitglied der Kommunistischen Partei Frankreichs. Er wurde 1943 in die Académie des sciences gewählt. Die Alliierten wollten Frédéric Joliot-Curie dringend baldmöglichst befragen betreffend deutscher Wissenschaftler. Am 25. August 1944 fanden ihn die dafür ausgesandten „Wissenschaftler in Uniform“ der Alsos-Mission und am 29. August wurde er zur Berichterstattung nach London gebracht.
Nach dem Krieg wurde Joliot-Curie Directeur de recherche beim Centre national de la recherche scientifique (CNRS). 1946 wurde er Hochkommissar für Atomenergie im neu gegründeten Commissariat à l’énergie atomique (CEA) und leitete 1948 den Bau des ersten französischen Atomreaktors ZOÉ. Diese Position musste er im Jahre 1950 wieder räumen, weil er sich zusammen mit seinem Team weigerte, am Bau einer französischen Atombombe mitzuwirken.
Ab 1950 war er Präsident des Weltfriedensrates und korrespondierendes Mitglied der Deutschen Akademie der Wissenschaften zu Berlin. Er wurde 1950 von der sowjetischen Regierung mit dem Stalinpreis für Frieden sowie von der Maria-Curie-Skłodowska-Universität in Lublin mit der Ehrendoktorwürde ausgezeichnet. Nach dem Tod seiner Frau 1956 übernahm er deren Professur an der Sorbonne und beschäftigte sich in den letzten beiden Lebensjahren hauptsächlich mit dem Aufbau des Instituts für Kernphysik in Orsay. Seine Kinder Pierre Joliot und Hélène Langevin-Joliot schlugen ebenfalls naturwissenschaftliche Laufbahnen ein.
Joliot-Curie starb im August 1958 im Krankenhaus Saint-Antoine.
1961 wurde der Mondkrater Joliot nach ihm benannt.
1994 schlug die IUPAC die Benennung des Elements 105 nach dem Nobelpreisträgerpaar auf Joliotium vor, es wurde jedoch nach der Elementnamensgebungskontroverse 1997 auf Dubnium benannt. Joliot-Curie war Mitglied zahlreicher Akademien und wissenschaftlicher Gesellschaften im In- und Ausland, Ehrendoktor diverser Universitäten sowie Träger mehrerer französischer und ausländischer Preise höchsten Ranges. Für sein Wirken in der Résistance wurde er zum Kommandeur der Ehrenlegion ernannt. Nach ihm sind mehrere Straßen, Plätze und Schulen benannt.

## Darstellung Joliot-Curies in der bildenden Kunst (Auswahl)
- Herbert Nitzschke: Porträt Prof. Joliot-Curie (Kreidezeichnung, 1953)[8]